# Initiative populaire « Acquisition de la nationalité suisse Expulsion d'étrangers »
L'initiative populaire « Acquisition de la nationalité suisse Expulsion d'étrangers » (sic), est une initiative populaire suisse, séparée en deux éléments sur décision du Parlement et rejetée par le peuple et les cantons le 11 juin 1922.

## Contenu
L'initiative, originellement présentée d'un seul bloc, est divisé en deux parties soumises indépendamment à la votation. La première propose une modification de l'alinéa 2 de l'article 44 de la Constitution fédérale qui indique les modalités pour une demande de naturalisation et fait passer de 6 à 12 le nombre d'années pendant lesquelles le postulant doit avoir séjourné en Suisse avant de pouvoir faire sa demande. La même modification déclare inéligibles les étrangers naturalisés arrivés en Suisse après leur 8e année.
La seconde partie propose la modification de l'article 70 de la Constitution qui traite du renvoi des étrangers en y apportant les modifications suivantes : le droit qu'a la Confédération de renvoyer des étrangers compromettant la sûreté du pays devient une obligation et cette obligation est étendue à tout étranger compromettant « la prospérité du peuple suisse » ou participant à des groupes anticonstitutionnels ou « à des entreprises politiques » qui pourraient compromettre la politique extérieure ou l'économie du pays.
Le texte complet de l'initiative peut être consulté sur le site de la Chancellerie fédérale.

## Déroulement

### Contexte historique
C'est en juin 1876 que la première loi sur les naturalisations est votée, avec un délai d'assimilation fixé à deux ans. Cette loi est modifiée en 1920 pour faire passer le délai à six ans devant l'afflux de réfugiés à la suite de la Première Guerre mondiale et pour octroyer la nationalité suisse aux enfants nés en Suisse de parents étrangers dont l'un serait né en Suisse.

### Récolte des signatures et dépôt de l'initiative
La récolte des 50 000 signatures nécessaires a débuté le 28 juin 1919. Le 6 mars 1920, l'initiative a été déposée à la chancellerie fédérale qui l'a déclarée valide le 20 août.

### Discussions et recommandations des autorités
Le parlement et le Conseil fédéral recommandent le rejet de cette initiative.
Dans son message adressé à l'assemblée, le Conseil fédéral indique rejeter la première partie comme allant trop loin dans le délai d'assimilation (aucun pays d'Europe n'allant au-delà de 10 ans). Il indique de même rejeter la seconde partie, tout en « approuvant pleinement les innovations
proposées par l'initiative » ; il estime cependant que l'inscription dans la Constitution des différents éléments justifiant le renvoi d'un étranger est inutile, voire contre-productif.

### Votation
Soumise à la votation le 11 juin 1922, les deux parties de l'initiative sont refusées par la totalité de 19 6/2 cantons et par 84,1 % des suffrages exprimés dans le premier cas et 61,9 % dans le second. Le tableau ci-dessous détaille les résultats par cantons pour les deux parties, :

## Effets
Près de 30 ans après le très net refus du durcissement des conditions de naturalisation, une loi fédérale du sur l’acquisition et
la perte de la nationalité suisse (LN) entre en vigueur le 29 septembre 1952. Cette loi réduit, entre autres, la durée d'assimilation pour les jeunes étrangers. Une révision de la loi en 1976 donne la nationalité suisse aux enfants d'une mère suisse et d'un père étranger vivant en Suisse lors de la naissance de l'enfant. Par la suite, plusieurs motions présentées par le Conseil fédéral dans le but de faciliter la naturalisation des étrangers seront refusées par le peuple en 1983, 1994 et 2004.
En ce qui concerne l'article 70, même non modifié selon l'initiative, il a été largement employé au cours du XXe siècle, dont parfois dans des affaires médiatiques telles que l'expulsion de Maurice Papon du territoire suisse.